# Alabaster (Alabama)
Alabaster è un comune degli Stati Uniti d'America situato nella contea di Shelby dello Stato dell'Alabama.

## Origini del nome
La città prende il nome dall'attività mineraria di George L. Scott Sr, un pioniere dell'alabastro che possedeva e gestiva la Alabaster Lime Co. La sua attività estraeva l'alabastro nella zona dove sorge la città ed in seguito, furono costruiti alloggi per alcuni lavoratori della miniera. La comunità prese il nome di Alabaster, dal minerale estratto.

## Storia
È un sobborgo meridionale di Birmingham. Venne fondata da George L. Scott, proprietario della azienda Alabaster Lime Co. Nel 1952, il figlio George L. Scott Jr aprí la prima banca della città, di cui ne fu successivamente anche Sindaco.